# Jindřich V. Lucemburský
Jindřich V. Veliký či Plavovlasý (lucembursky Heinrich V. de Blonden, francouzsky Henri V le Blond; 1216 – 24. prosince 1281, Mohuč) byl lucemburský hrabě, hrabě z Laroche, markrabě z Arlonu a markrabě namurský.
Jindřich byl starším synem hraběnky Ermesindy, jediné dědičky namurského a lucemburského hraběte Jindřicha IV. Slepého a limburského vévody Walrama. Zasloužil se o rozmach rodové moci a zúčastnil se křížové výpravy francouzského krále Ludvíka IX. do Tunisu. V roce 1240 se oženil s Markétou z Baru, se kterou měl šest dětí.